# Diamond Tower
La Diamond Tower est un gratte-ciel résidentiel en construction à Jeddah en Arabie saoudite.
La construction se poursuit actuellement à un rythme très lent.